# Charles Chetwynd-Talbot, 22.º Conde de Shrewsbury
Charles Henry John Benedict Crofton Chetwynd Chetwynd-Talbot, 22.º Conde de Shrewsbury, 22.º Conde de Waterford, 7.º Conde Talbot (nascido em 18 de dezembro de 1952), denominado Visconde Ingestre até 1980, é um nobre inglês e Lorde Alto Administrador da Irlanda. Ele é o primeiro conde no Pariato da Inglaterra como Conde de Shrewsbury (criado em 1442) e no Pariato da Irlanda como Conde de Waterford (1446). Ele também detém os títulos de Conde Talbot e Barão Talbot. 
Em 2022, o Comitê de Conduta recomendou que ele fosse suspenso da Câmara dos Lordes por nove meses por má conduta financeira. Consequentemente, ele não pôde desempenhar seu papel habitual como Lorde Alto Administrador hereditário da Irlanda na coroação do Rei Carlos III . O chicote conservador foi removido.

## Antecedentes e educação
Shrewsbury é o quinto filho e o mais velho filho de John Chetwynd-Talbot, 21.º Conde de Shrewsbury, e sua primeira esposa, Nadine Crofton, filha do Brigadeiro-General Cyril Randell Crofton. O príncipe Henrique, duque de Gloucester, era seu padrinho. Seus pais se divorciaram em 1963. Ele foi educado na Harrow School. 
Ele é um descendente direto de John Talbot, 1.º Conde de Shrewsbury, 1.º Conde de Waterford, 7.º Barão Talbot KG (c. 1387–1453), um comandante militar inglês da Guerra dos Cem Anos. 

## Carreira
Shrewsbury ingressou na Câmara dos Lordes quando sucedeu ao título de nobreza de seu pai em 1980, desfrutando naquela época do direito automático de sentar-se no parlamento. Ele perdeu o direito como resultado das reformas da Lei da Câmara dos Lordes de 1999, mas é um dos 92 pares hereditários eleitos naquela época para se sentar na Câmara dos Lordes. Ele serviu como um chicote para os conservadores. 
De 1992 a 1998, Shrewsbury foi o primeiro chanceler da Universidade de Wolverhampton e recebeu o título honorário de Doutor em Direito. 
Em 1994, foi nomeado deputado do Lorde Tenente de Staffordshire, Sir James Hawley. 
Ele é o Alto Administrador da Catedral de Sheffield, ex-presidente do Staffordshire Historic Churches Trust, patrono ou presidente honorário de várias instituições de caridade ou órgãos voluntários e patrono de dez benefícios da Igreja da Inglaterra. 
Um entusiasta apoiador dos esportes rurais, Shrewsbury é ex-presidente da Gun Trade Association e continua sendo vice-presidente da Standing Conference on Country Sports. Ele é um agente de três empresas de serviços de manutenção da cidade de Londres : as empresas de tecelões, fabricantes de armas e ferreiros . Ele é ex-presidente do Comitê Consultivo de Armas de Fogo do Ministério do Interior e ex-presidente e presidente do Conselho Britânico de Esportes de Tiro. Shrewsbury vendeu títulos senhoriais.   
Ele se aposentou como diretor e vice-presidente da Britannia Building Society e depois foi nomeado presidente da Building Societies Association. 

## SpectrumX
Em Abril de 2022, o Comissário para as Normas da Câmara dos Lordes iniciou uma investigação sobre uma alegação de que Shrewsbury não tinha cumprido as regras que impediam os seus pares de lucrarem financeiramente com a sua filiação na Câmara dos Lordes.  Ele foi amplamente exonerado em Maio,  quando o Comissário concluiu que ele era culpado de uma violação menor do Código de Conduta dos pares e ordenou-lhe que escrevesse uma carta de desculpas. 
Em agosto de 2022, os comissários de normas da Câmara dos Lordes lançaram uma segunda investigação sobre as relações de Shrewsbury com a SpectrumX,  uma empresa de saúde que lhe pagou £ 3.000 por mês entre o verão de 2020 e janeiro de 2022, depois que documentos vazados revelaram que ele se gabou de um potencial "muito considerável" para abrir portas para a SpectrumX, por meio do que ele descreveu como seus "contatos de alto nível". 
Em setembro de 2022, o Escritório do Registro de Lobistas Consultores concluiu que Shrewsbury não havia registrado sua empresa, Talbot Consulting Ltd, antes de contatar Lady Barran, uma ministra júnior do Departamento de Cultura, Mídia e Esporte, e Alex Burghart, um ministro júnior da educação, a respeito do SpectrumX. O conservador concluiu que Shrewsbury tinha violado a Lei de Transparência do Lobby, Campanhas Não Partidárias e Administração Sindical de 2014. 
Em outubro de 2022, foi revelado que Shrewsbury não registrou que estava sendo pago pela SpectrumX. Isso contradiz suas alegações anteriores de que ele havia relatado seu interesse financeiro ao promover um produto SpectrumX em 2021.  Em 16 de dezembro de 2022, o Comitê de Conduta da Câmara dos Lordes recomendou que ele fosse suspenso da Câmara dos Lordes por nove meses, após receber £ 57.000 ao longo de dois anos para fazer lobby junto a ministros e funcionários, o que foi descrito como má conduta "extremamente grave" que prejudicou a reputação da Câmara dos Lordes. 

## Família
Em 5 de janeiro de 1973, Shrewsbury casou-se com Deborah Jane Hutchinson, filha de Noel Staughton Hutchinson e Jenifer Hutchinson de Ellerton, Shropshire . Eles têm três filhos:  
- Victoria Chetwynd-Talbot (nascida em 7 de setembro de 1975). Casou-se com Daniel Goodall em 2005 e tem um filho,
  - Charles Goodall (nascido em 15 de setembro de 2006)
- James Chetwynd-Talbot, Visconde Ingestre (nascido em 11 de janeiro de 1978). Casou-se com Polly Blackie de Debden, Essex, em 2006, e tem quatro filhos:
  - Matilda Chetwynd-Talbot (nascida em 3 de novembro de 2008)
  - Rose Chetwynd-Talbot (nascida em 20 de fevereiro de 2010)
  - Flora Chetwynd-Talbot (nascida em 30 de setembro de 2011)
  - George Chetwynd-Talbot (nascido em 3 de maio de 2013)
- Edward Chetwynd-Talbot (nascido em 18 de setembro de 1981). Casou-se com Rosie Myers de Scamblesby, Lincolnshire, em 2010; tem uma filha:
  - Jemima Grey Chetwynd-Talbot

Shrewsbury e sua família vivem perto de Ashbourne em Derbyshire – uma casa a poucos metros de Staffordshire .  Lady Shrewsbury foi Alta Xerife de Staffordshire em 2001–2002. 